# Višňové (Žilina)
Višňové (in ungherese Felsővisnyó) è un comune della Slovacchia facente parte del distretto di Žilina, nella regione omonima.